# Grave Danger (CSI)
«Grave Danger» es el nombre del doble episodio —correspondientes al vigésimo cuarto y vigésimo quinto— que da fin a la quinta temporada de la  la serie de televisión estadounidense de la CBS, CSI: Crime Scene Investigation, que se desarrolla en Las Vegas, Nevada. Fue estrenado el 19 de mayo de 2005 y está dirigido por el reconocido director Quentin Tarantino. El episodio cuenta con la actuación de dos veteranos actores: Tony Curtis y Frank Gorshin, que hacen el papel de ellos mismos, como amigos de toda la vida del millonario Sam Braun.
Frank Gorshin muere solo dos días antes de que el episodio fuera emitido, por lo que el episodio fue dedicado en su memoria.

## Introducción
El guion mezcla pasajes del pasado de muchos de los personajes en una trama espectacular y angustiosa, claustrofóbica, en la que abundan los elementos que definen el cine tarantiniano. Por ejemplo sus característicos diálogos, los personajes y las situaciones extremas, la auto-censura acromática de escenas especialmente violentas o gore (vistas por ejemplo en Kill Bill), su negro sentido del humor e incluso, escenas calcadas de films propios, que se descubren como un guiño del director a los fanes de su cine.

## Argumento

### Peligro Sepulcral (primera parte)
El episodio comienza con Nick Stokes conduciendo por una carretera de noche, escuchando "Lucky Too" de Bob Neuwirth en la radio. Estaciona su camioneta y camina hacia la escena del crimen. Un policía bastante mareado lo espera y le informa la situación; se encontró unos intestinos que parecen ser humanos. El policía le pide a Nick si lo puede dejar solo unos momentos, ya que se encuentra bastante mal y quiere vomitar, Stokes accede sin ningún problema. En la escena, Nick encuentra un vaso plástico de café dentro de una bolsa de evidencia ya etiquetada, momento en que es atacado por la espalda dejándolo inconsciente.
25 minutos antes se muestra las situaciones de los diferentes CSI's; Grissom y Sara reviven un caso pasado de homicidio, Sanders y Hodges juegan a un juego de mesa de los "The Dukes of Hazzard" y Warrick, con Stokes, conversan en los casilleros del laboratorio, luego deciden que el azar de una moneda al aire determinaría quien tome el caso de los "intestinos", resultando "ganador" Stokes.
De vuelta al presente, numerosos perros policías intentan oler algún rastro dejado por Stokes. Warrick encuentra una zona rectangular seca (había llovido) que pudo ser dejada por un auto. Con la ayuda de la gente del laboratorio, Warrick logra determinar que el vehículo es un Ford Expedition y según la ruta de escape busca en cámaras de seguridad del sector para encontrarlo. El doctor Robbins determina que las entrañas son de un perro.
Un corte de escena muestra al secuestrador (no identificado) introduciendo al inconsciente Nick en una caja de acrílico, tirando su pistola de servicio junto con él, unas luces químicas y una grabadora. Luego cierra la caja y empieza a taparla con tierra.
Grissom con el equipo no encuentran rastros de ADN en el vaso de café que estaba en la escena de Nick. En el pasillo aparece Hodges con un paquete marcado con un: "RE: Stokes", Grissom lo toma y lo investiga.
Se muestra a Nick despertando dentro de la caja acrílica, bastante desesperado. Descubre que junto a él hay una pistola, unas varas que alumbran y una grabadora, a la que le pone "reproducir", escuchando lo siguiente:
| Idioma inglés | Idioma español |
| "Hi, CSI guy. You wondering why you're here? Because you followed the evidence. Because that's what CSIs do. So breathe quick, breathe slow, put your gun in your mouth and pull the trigger. Any way you like, you're going to die here." | "Hola, chico CSI. Te preguntarás ¿por qué estás aquí?. Porque tu sigues la evidencia. Porque eso es lo que hace un CSI. Entonces... respira rápido, respira lento, pon la pistola en tu boca y tira del gatillo. De cualquier manera, tu morirás aquí." |

Al final se escucha un: "Ok?", mientras otra voz dice: "Perfect". Nick entra en pánico y comienza a golpear para encontrar una salida.
Grissom en el laboratorio abre el paquete, encontrando en éste un casete y un pendrive. El casete solo contiene la canción "Outside Chance" de The Turtles, que escuchan mientras revisan el pendrive, que contiene el link de una página web con el mensaje: 
| Idioma inglés | Idioma español |
| ONE MILLION DOLLARS IN 12 HOURS OR THE CSI DIES. DROP-OFF INSTRUCTIONS TO FOLLOW. AND NOW FOR YOUR VIEWING PLEASURE... "YOU CAN ONLY WATCH" | UN MILLÓN DE DOLARES EN 12 HORAS O EL CSI MUERE. INSTRUCCIONES DE ENTREGA A SEGUIR Y AHORA PARA DELEITAR SU VISTA... "SÓLO PUEDEN MIRAR" |

En ese instante en la caja donde se encuentra Nick se encienden unas luces y los del equipo a partir de ese momento pueden observarlo vía webcam. Ven con horror como el desesperado Stokes lucha por salir.
Brass interroga al tipo que entregó el paquete con la cinta y el casete, obteniendo la dirección desde donde vino: "625 Viking Circle". Jim y los SWAT se dirigen al lugar, pero solo encuentran a un tipo borracho en el comedor, deduciendo que el secuestrador solo dio una dirección al azar. De vuelta en el laboratorio llegan los padres de Nick (Bill Stokes y su esposa Jillian), conocen a Grissom quien les muestra a Nick por la webcam. Mientras Ecklie dice que la ciudad no financiará el secuestro, a pesar de habérselo suplicado a su jefe Jeffrey McKeen.
Desesperada, Catherine le pregunta a su padre, el millonario Sam Braun, si puede donarle el dinero del secuestro. Tras dudar, Braun le da el millón de dólares a Cath. Cuando regresa al laboratorio y le informa a Grissom que tiene la cifra que pide el secuestrador, éste se enoja de que ella haya recibido el dinero de un antiguo sospechoso de asesinato. Sin embargo, en ausencia de otros planes, él está de acuerdo con entregar el dinero. Aparece en ese instante sobre la webcam donde ven a Nick, un mensaje dando una dirección: "4672 Carney Lane, Boulder Highway" junto con un plazo límite:
| Idioma inglés                                    | Idioma español                                        |
| "Be there in 20 minutes, or don't bother coming" | "Estén allí en 20 minutos, o no se molesten en venir" |

Grissom va solo al lugar citado, lugar bastante desolado donde hay un viejo granero. Adentro, Grissom ve el cadáver de un perro y un Ford Expedition blanco, similar a la descripción que encontró Warrick. Entra por una puerta y se encuentra con el secuestrador. Grissom le entrega el dinero, pero éste se burla de Gil, recordándole que la policía no negocia con terroristas. Grissom lo presiona para que le diga donde se encuentra Stokes, el tipo le responde diciendo:
| Idioma inglés | Idioma español |
| "What does Nick Stokes mean to you? How do you feel when you see him in that coffin? Does your soul die every time you push that button? How do you feel, knowing that there's nothing you can do to get him out of that hell? Helpless? Useless? Impotent? Good. Welcome to my world." | "¿Que significa Nick Stokes para ti? ¿Cómo te sientes cuando lo ves en aquel ataúd? ¿Muere su alma cada vez que tu apretas aquel botón? ¿Cómo te sientes, sabiendo que no hay nada que puedas hacer para sacarlo de aquel infierno? ¿Desvalido? ¿Inútil? ¿Impotente? Bueno. Bienvenido a mi mundo." |

En ese momento, el tipo abre su chaqueta revelando un cinturón con semtex y un detonador. Grissom retrocede rápidamente, mientras el secuestrador presiona el switch, creando una inmensa explosión en el lugar. El episodio termina con Grissom en el suelo, mucha sangre en el piso y el dinero de Sam Braun volando por los aires.

### Peligro Sepulcral (segunda parte)
Después que el único sospechoso del secuestro se hiciera explotar, Grissom y el equipo continúan la búsqueda de Nick usando las pruebas que tienen hasta el momento. Sanders y Warrick se ocupan del Ford Expedition, logrando reducir el radio de búsqueda. Catherine revisa el dinero de Sam y Sara encuentra el amputado pulgar del sospechoso, pero una vez en el laboratorio no logra encontrar un empate para la búsqueda de la huella.
Dentro del ataúd, Nick entiende que la luz que continuamente se prende está conectada a un pequeño suministrador de aire, que funciona solo cuando la luz está apagada. En el laboratorio, Warrick observa como Nick utiliza algo de chicle para tapar sus oídos y como lleva la pistola a su cabeza. Warrick asustado comienza a gritarle a Nick que no se dispare. En ese momento Nick dirige la pistola hacia sus pies y dispara, la luz se apaga y Warrick sin poder ver nada comienza a desesperarse por lo que acaba de hacer Stokes, pero luego ve que Nick prende una de las varas y ve que su amigo sigue vivo.
Mientras tanto, Mia y Sara están en el laboratorio de ADN; Mia corrió el ADN del pulgar en el CODIS y encontró un empate, con una tal Kelly Gordon, condenada tres años antes por asesinato. Grissom mira el archivo de aquel caso, y ve que el homicidio ocurrió en el 625 Viking Circle, lugar donde el mensajero recogió el paquete que contenía el USB. En la evidencia del caso, notaron que había un vaso plástico similar al que se encontró en el lugar donde fue secuestrado Nick, y que fue esta la evidencia que condenó a Kelly, ya que contenía su ADN. Brass y Sara interrogan a la chica, le preguntan si ella sabe dónde se encuentra Nick. Kelly, amargada por los abusos que está teniendo en la celda, expresa el deseo de que Nick muera, pero también revela que ella solía trabajar en la horticultura.
En la escena del crimen, Warrick pierde el control debido al poco progreso que llevan hasta el momento, pateando un cubo de líquido al suelo. Greg nota que el líquido se hunde en la tierra con una extraña pendiente, es cuando el equipo comienza a cavar rápida y desesperadamente por el encuentro de Stokes. Dentro de la caja, Nick oye ruidos de crujidos que suponen su rescate. Canta esperanzadamente “Lucky Too”, canción que escuchaba al principio del episodio. Cuando el equipo logra llegar a la caja que estaban desenterrando notan que es solo un prototipo que contiene un perro ya muerto. Nick mira alrededor del ataúd y comprende que los ruidos de crujidos se debían al disparo que realizó para romper la luz. La caja de acrílico se empieza a romper poco a poco.
De vuelta en el laboratorio, Warrick comprende el disparo de Stokes, confirmando con el prototipo del ataúd que encontraron en el viejo granero que la luz y el suministrador de aire estaban conectados. Grissom observa a Nick, y mira como con la grabadora comienza a despedirse de su familia y amigos; Grissom lo entiende ya que tiene la capacidad de leer los labios. En ese momento Nick comienza a retorcerse y a dar gritos de dolor, ya que por el agujero de la bala que disparó para apagar la luz comienzan a entrar miles de hormigas.
Nick se esfuerza por mantenerse consciente y no apelar a una locura. Tapa su nariz y oídos con látex rasgado de su polera para evitar que las hormigas entren por aquellos orificios. Mientras tanto, Grissom logra conseguir un screenshot de una hormiga, reconociéndola como una Solenopsis invicta, "hormigas de fuego". Como a este tipo de hormigas el suelo natural les es insatisfecho (en Nevada), solo pueden estar presentes en cautiverios. Utilizando esta información, el radio del trayecto en que pudo transitar la “Ford Expedition” y la señal de la webcam, estrechan la búsqueda a solo 2 cautiverios. Sara recuerda el comentario que le hizo Kelly sobre su trabajo en jardinería, encontrando así el cautiverio donde se encuentra Nick, partiendo rápidamente en su búsqueda.
Ya en el sitio, docenas de oficiales van en búsqueda de tierra recientemente removida, ya que en ese sector se encontraría Nick. Catherine, con un scanner electrónico, logra captar la proveniencia de la señal de la webcam. Nick en el interior aún sigue siendo atacado por las hormigas.
En blanco y negro se muestra un corte de escena del momento de la supuesta autopsia de Nick, con el doctor Robbins y a Dave Phillips que, felices por el deceso de Nick, le dan la causa de muerte a Judge Stokes (el padre de Nick). Nick, consciente que está alucinando, y debido a las mordeduras de hormigas, mira desapasionadamente como abren su cuerpo y como juegan con sus órganos en la autopsia. En la realidad y ya desesperado, lleva la pistola hacia su barbilla con el dedo a punto de apretar el gatillo, momento en que Warrick quita los últimos rastros de tierra sobre el ataúd, Nick deja caer el arma. El equipo abre una esquina del ataúd y gracias a un extintor, matan a las hormigas que acosaban a Stokes con cortas explosiones de dióxido de carbono. Sin embargo, antes de retirar a Stokes del ataúd, Catherine recibe un llamado de Hodges, que le informa que encontró rastros de semtex debajo de la caja (donde se encontraba el perro), conectados a un interruptor de presión. Catherine les advierte a todos que no deben sacar a Nick, y les informa la nueva situación. Nick ve cómo Brown se aleja de su lado y comienza a desesperarse, pero Grissom se acerca al ataúd y le intenta explicar lo que sucede. Nick no entiende y empieza a gritar, entonces Grissom coloca su mano encima de la caja y lo llama por "Poncho", manera en que sus padres se dirigen a Nick. Ya calmado y Nick enterado de lo que ocurre, abren la caja, atan una cuerda al cinturón de Nick y Grissom pide un tractor cercano con 200 libras de tierra, para igualar la presión que necesitan las bombas de sentex. Con el equipo en una fila, Grissom da la orden de tirar de Nick y al mismo tiempo de verter la tierra. Consiguiéndolo no lo bastante rápido para prevenir la explosión, pero lo suficiente para salvar a Nick. 
Grissom, Sara, Brass, Greg y Ecklie ven como una ambulancia se lleva al herido Stokes, junto con su amigo Warrick y Catherine a su lado. Grissom le dice a Ecklie que quiere a su equipo de vuelta.
Días más tarde, Nick va a visitar a Kelly a la cárcel de Nevada. Ella desinteresa de lo que él puede decirle se marcha, pero Nick logra hacer que lo escuche. Le pide "no tomarlo con ella" cuando deje la cárcel. Kelly se marcha, pero más tarde se sienta en su celda y reflexiona las palabras de Stokes.

## Actores invitados
- John Saxon, como Walter Gordon
- Frank Gorshin, como él mismo
- Tony Curtis, como él mismo
- Lois Chiles, como llian Stokes (madre de Nick)
- Andrew Prine. como el Juez Bill Cisco Stokes (padre de Nick)

## Recepción
El doble episodio marcó, en su salida al aire original en Estados Unidos, un rating de 30.05 millones de espectadores, según la medidora Nielsen. Además de posicionar ese día al canal CBS como el más visto del día, la audiencia del final de temporada aumentó cada media hora (en la franja horaria de 21:30-22:00), hasta lograr un pico de 35.15 millones de espectadores, superando por más del doble a su principal competidor The Apprentice, que emitió el final de la tercera temporada por NBC.

## Premios
El director de la doble entrega, Quentin Tarantino, fue nominado a los Premios Emmy como Outstanding Directing For A Drama Series ("Dirección excepcional para una Serie de drama").

## Curiosidades
- El guiño en forma de póster a su nuevo "apadrinado", Eli Roth, director de Cabin Fever y la saga Hostel, estas últimas producidas por Tarantino.
- La dirección web que contenía el USB para ver a Nick enterrado era "http://183.172.201.254 (enlace roto disponible en Internet Archive; véase el historial, la primera versión y la última)..5/vid/index.asp".